# Астрономічний центр Миколая Коперника Польської академії наук

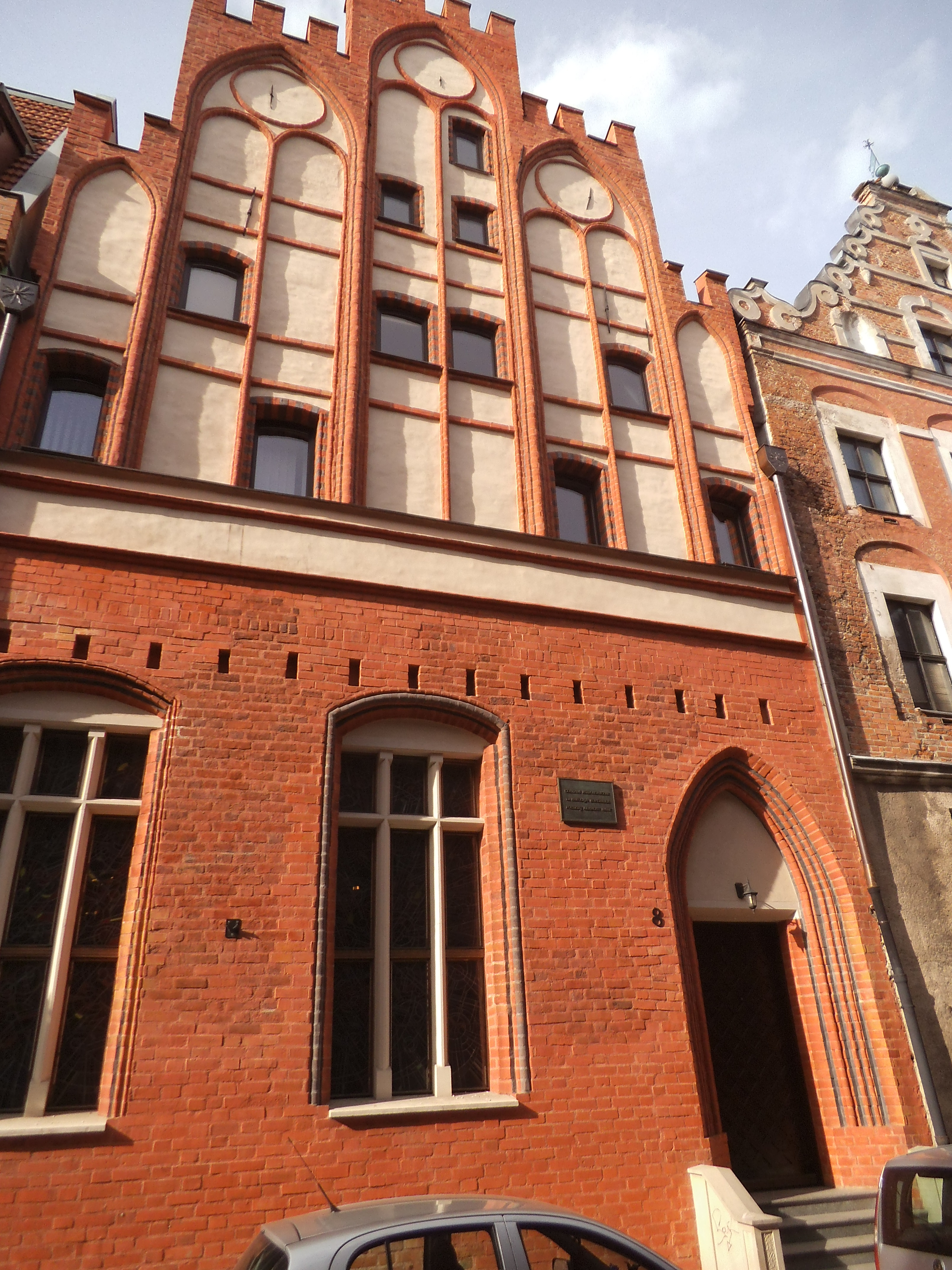
CAMK в Торуні.

Астрономічний центр Миколая Коперника (пол. Centrum Astronomiczne im. Mikołaja Kopernika) — польський науково-дослідний інститут Польської академії наук зі штаб-квартирою у Варшаві, Польща. Це провідна наукова установа в країні в галузі астрономії.

## Історія
У 1950-х роках Польська академія наук почала планувати новий центр для астрономів з усієї Польщі. Однак через кілька років адміністрація вирішила вийти з проєкту, і проєкт так і не отримав фінансування. На початку 1970-х років група польських астрономів запропонувала нову ініціативу. Під час асамблеї Польської академії наук професори Богдан Пачинський та Юзеф Смак представили проєкт Інституту теоретичної астрофізики.
У травні 1971 року Національна академія наук США  направила до Польщі свого представника з Єркської обсерваторії. Американський представник консультувався щодо створення майбутнього наукового центру з багатьма представниками польської астрономічної спільноти. Ідея була схвально сприйнята Національною академією наук США. Крім того, США могли надати значну фінансову підтримку для будівництва центру, бо мали у своїх фондах майже 351 мільйон доларів у польських злотих, отриманих за продаж американської сільськогосподарської продукції до Польщі після Другої світової війни. На той час злоті не можна було конвертувати в будь-яку іншу валюту, тож використати ці так звані «пшеничні гроші» для будівництва астрономічного центру було зручно і США, і Польщі.
Центр Коперника був побудований у Секерках, що на той час був досить бідним районом Варшави. Головна дорога Секерків, вулиця Бартицька, була побудована одночасно з інститутом, щоб з'єднати його з рештою міста. Будівля інституту була урочисто відкрита 24 травня 1978 року. Наступного року Центр Коперника отримав ліцензію на присудження ступенів доктора філософії. Відтоді Центр Коперника утримує власний готель для відвідувачів і розпоряджається коштами для підтримки аспірантів та надання стипендій для наукових досліджень старшим науковцям.
У 1981 році в Польщі було оголошено воєнний стан з метою придушення руху Солідарності. У цей період багато працівників Центру Коперника обрали постійну еміграцію. Завдяки своїй присутності за кордоном вони могли присилати журнали для бібліотеки, запасні частини для застарілих комп’ютерів та гроші для постдоків і короткострокових відвідувачів. Насправді під час воєнного стану 1981-1983 років право виїзду за кордон було обмежено, що ускладнювало дослідження та співпрацю. Деякі вчені Центру Коперника навіть були ув'язнені за свою діяльність на підтримку Солідарності.
Заборони та обмеження були зрештою зняті в 1989 році, з кінцем Польської Народної Республіки, а польська астрономія та Центр Коперника продовжили розвиватись та набувати все більшого міжнародного значення. З появою Інтернету в Польщі Центр Коперника був одним із перших місць у Польщі, яке було підключено до всесвітньої мережі. Параболічна антена, яка використовувалася для підключення до Інтернету на початку 90-х років, досі стоїть біля Центру Коперника з боку Бартицької вулиці.

## Опис
Основні теми досліджень центру включають еволюцію зір, подвійні зорі, астеросейсмологію, навколозоряну матерію, нейтронні зіорі, чорні діри, процеси акреції, структуру та еволюцію активних галактик, космологію та позасонячні планети. Станом на 2020 рік в Центрі Коперника працювало 69 дослідників.
Центр Коперника також має кафедру астрофізики в Торуні - в рідному місті Миколая Коперника.